# Bekoko (Dibombari)
Pour les articles homonymes, voir Bekoko.
Békoko est un village de la Région du Littoral au Cameroun, situé dans la commune de Dibombari, sur la route reliant Douala à Mbanga,.

## Géographie
La localité est située à 15 km au sud-ouest du chef-lieu communal Dibombari. Elle est proche de l'échangeur point de départ de la route nationale 5 (axe Douala-Bafoussam) sur la route nationale 3 (axe Douala-Limbé).

## Population et développement
En 1967, la population de Bekoko était de 120 habitants, essentiellement des Pongo. Elle était de 186 lors du recensement de 2005.